# Kathleen Russell
Pour les articles homonymes, voir Russell.
Kathleen Russell, née le 17 novembre 1912 et morte le 26 novembre 1992 à Johannesburg, est une nageuse sud-africaine.

## Biographie
Aux Jeux olympiques d'été de 1928 à Amsterdam, Kathleen Russell remporte la médaille de bronze à l'issue de la finale du relais 4x100m nage libre en compagnie de Marie Bedford, Rhoda Rennie et Freddie van der Goes.